# HEAVENS DIVIDE/恋の抑止力
「HEAVENS DIVIDE / 恋の抑止力」（ヘヴンズ・ディバイド / こいのよくしりょく）は、2010年4月7日にKONAMIから発売されたシングル。

## 概要
収録されている楽曲は、PSP用ゲーム『METAL GEAR SOLID PEACE WALKER』で使用されており、「HEAVENS DIVIDE」は主題歌、「恋の抑止力」は挿入歌として使用された。なお、メタルギアシリーズのキャラクターソングが製作されるのは初。CDジャケットには、ゲームに登場する少女パス・オルテガ・アンドラーデが描かれている。
「恋の抑止力」は、アレンジバージョンの「恋の抑止力 -type EXCITER-」がパス・オルテガ・アンドラーデ役の水樹奈々の8枚目のオリジナルアルバム『IMPACT EXCITER』に収録されている。
2010年4月19日付のオリコン週間シングルチャートで19位を獲得。初動売上は0.3万枚を記録した。デイリーチャートでは4月6日付のチャートで最高位の15位を獲得した。

## 批評
hotexpressの平賀哲雄は、「HEAVENS DIVIDE」は、『METAL GEAR SOLID PEACE WALKER』の世界観を感じさせるサウンドスケープ。「恋の抑止力」は、ストリングスサウンドが展開された疾走感のあるロック曲であり、パスの想いを描いたアップテンポの曲。」と評した。

## 収録曲
1. HEAVENS DIVIDE [5:14]
歌：ドナ・バーク
作詞：戸田信子 / 作曲・編曲：本田晃弘
  - PSP用ゲーム『METAL GEAR SOLID PEACE WALKER』主題歌
2. 恋の抑止力 [4:57]
歌：パス・オルテガ・アンドラーデ（水樹奈々）
作詞："METAL GEAR SOLID PEACE WALKER" Sound Team / 作曲・編曲：本田晃弘
  - PSP用ゲーム『METAL GEAR SOLID PEACE WALKER』挿入歌
3. HEAVENS DIVIDE（instrumental） [5:14]
4. 恋の抑止力（instrumental） [4:57]
5. HEAVENS DIVIDE Short ver. [3:37]
歌：ドナ・バーク
作詞：戸田信子 / 作曲・編曲：本田晃弘
6. 恋の抑止力 PAZ special ver. [4:57]
歌：パス・オルテガ・アンドラーデ（水樹奈々）
作詞："METAL GEAR SOLID PEACE WALKER" Sound Team / 作曲・編曲：本田晃弘
  - 歌詞の一部が歌唱ではなくセリフになっている。
7. 恋の抑止力 guy's karaoke ver. [4:56]
作曲：本田晃弘 / 編曲：佐々木聡作
  - 男性の声域で歌いやすいようにキーが調整されている。